# Icinga

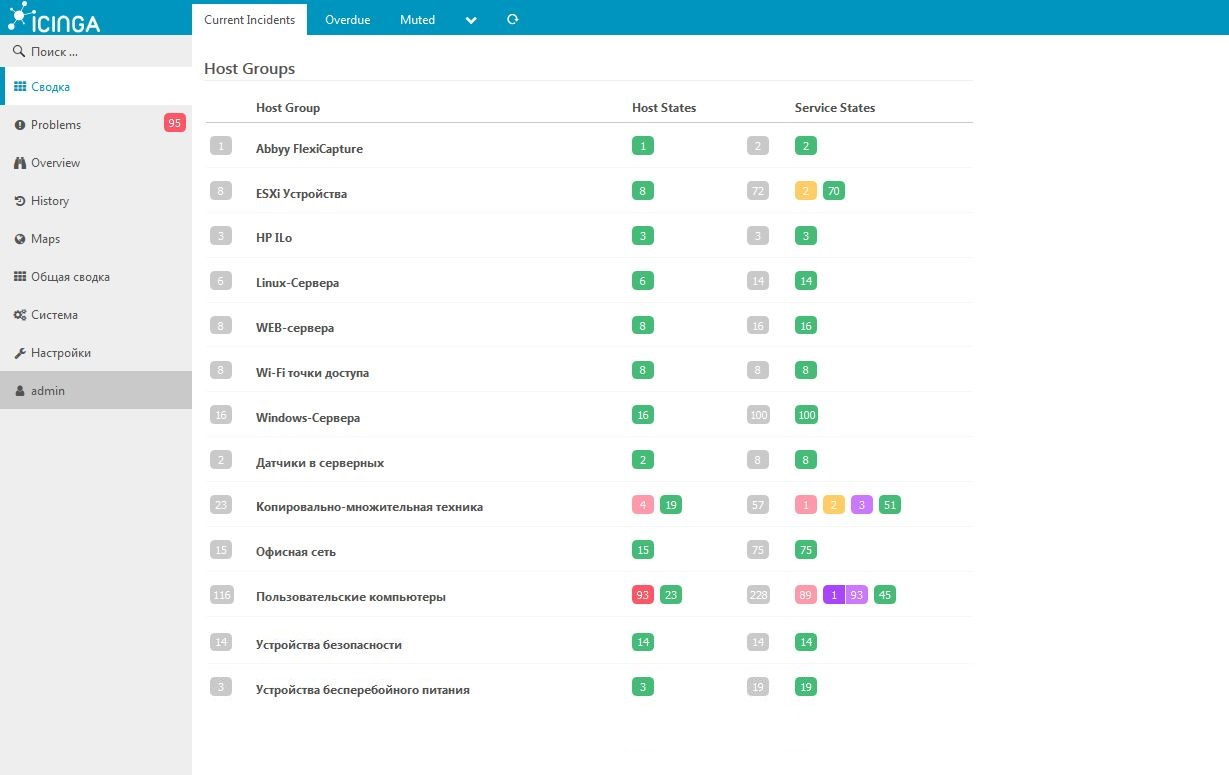
Рабочий стол Icinga Web 2

Icinga — компьютерная система с открытым исходным кодом, а также приложение для мониторинга сети. Изначально было создано как ответвление от системы мониторинга Nagios.
Icinga это попытка исправить недостатки в процессе разработки Nagios, добавляя новые возможности, такие как современный Веб 2.0 стиль пользовательского интерфейса, дополнительные соединители для баз данных (MySQL, Oracle Database, PostgreSQL), REST API позволяющее администраторам добавлять множество расширений без внесения изменений в ядро Icinga.
Так же разработчики Icinga стараются более четко удовлетворять потребности сообщества и более быстро интегрировать исправления.

## Возможности
Так как Icinga это ответвление Nagios, то Icinga предлагает такие же функции, как и Nagios, с некоторыми дополнениями, такими как дополнительные модули отчетности с улучшенной точностью SLA, дополнительные соединители для баз данных Oracle и PostgreSQL и распределенные системы вычисления для избыточного мониторинга. Так же, для упрощения миграции между системами мониторинга, Icinga совместима с плагинами Nagios.

### Обзор возможностей
- Мониторинг сетевых служб (SMTP, POP3, HTTP, NNTP, Ping и т. д.)
- Мониторинг ресурсов хоста (загрузка ЦПУ, использование дисков, использование оперативной памяти)
- Мониторинг серверных компонентов (коммутаторы, маршрутизаторы, серверы, датчики температуры, влажности и т. д.)
- Простое создание плагинов, позволяющее пользователям разрабатывать собственные типы проверок служб
- Параллельная проверка служб
- Создание иерархии сетевых хостов, позволяющее отличать нерабочие хосты от недоступных
- Возможность назначения обработчиков событий
- Возможность автоматической отправки уведомлений по E-Mail, через систему мгновенного обмена сообщениям[6] , SMS и т. д.
- Эскалация уведомлений

### Визуальное оформление и отчеты
- Возможность настройки через веб[7]

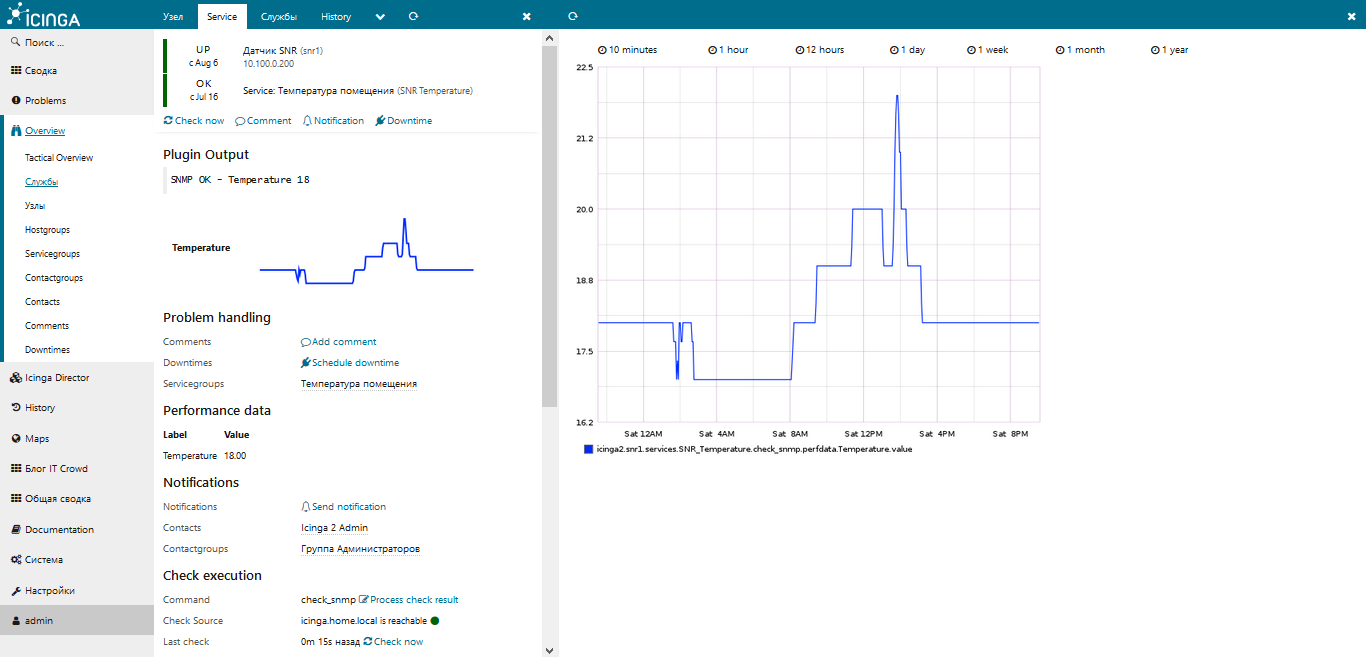
Icinga web 2 с модулем Graphite

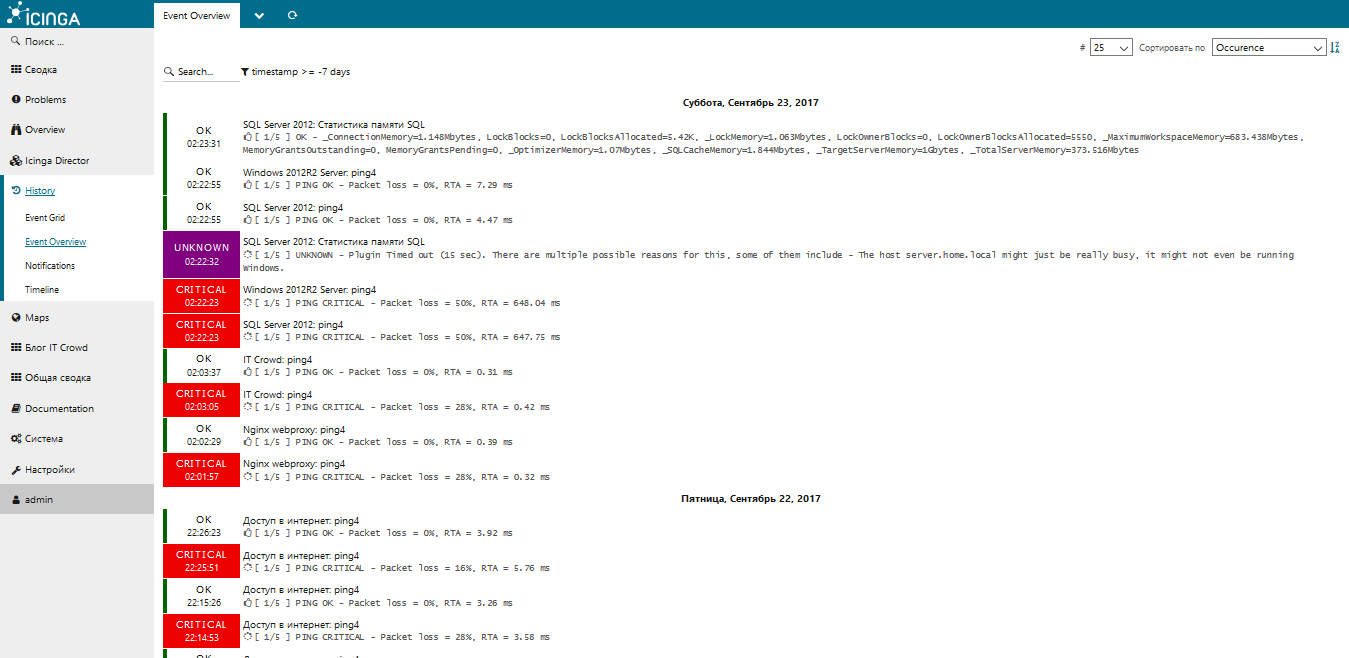
Icinga web 2 — обзор событий

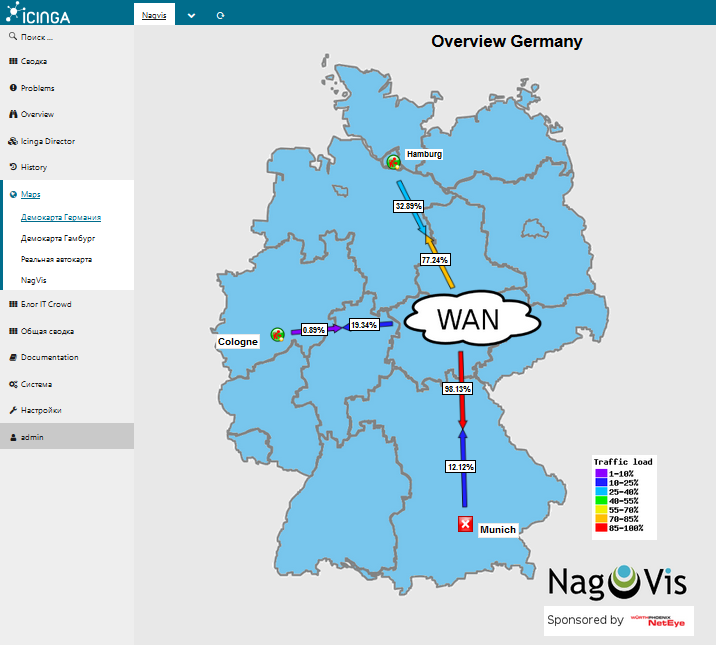
Icinga web 2 с модулем NagVis

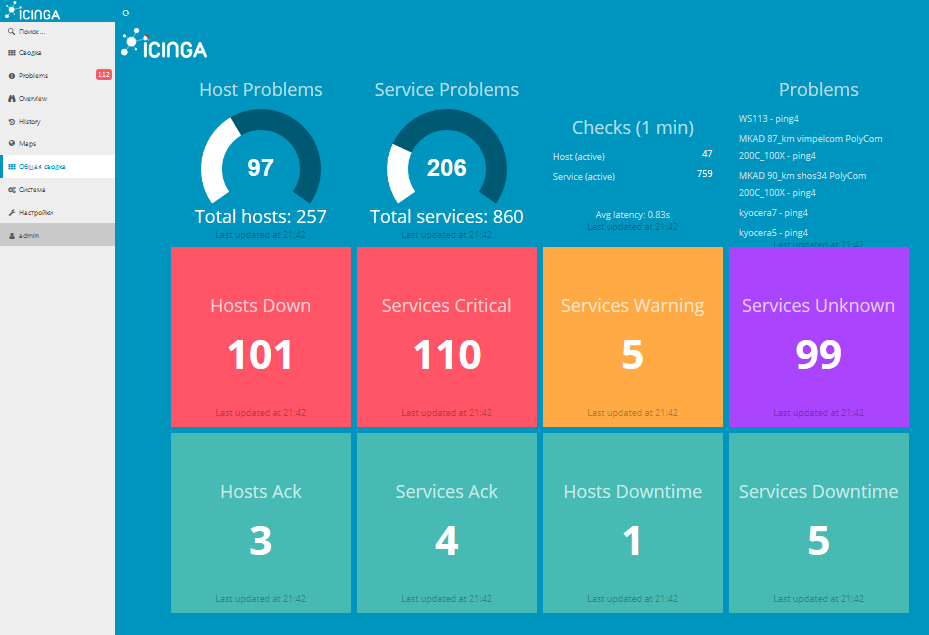
Icinga web 2 — модуль Dashing

- Пользовательский интерфейс Icinga Web 2 для отображения статуса служб и устройств
- Модуль отчетов, основанный на JasperReports для двух пользовательских интерфейсов
- Шаблоны отчетов
- База отчетов с разным уровнем доступа и автоматическим созданием отчетов
- Различные дополнения для SLA
- Отчеты об использовании мощностей
- Графики состояния и производительности (через плагины PNP4Nagios, NagiosGrapher, InGraph)

## Архитектура

### Icinga2
Icinga2 написана на C++ и имеет модульную архитектуру с отдельным ядром, пользовательским интерфейсом и базой данных в которые можно интегрировать различные дополнения и расширения. Управляет задачами по мониторингу, запускает проверки служб, занимается отправкой уведомлений.

### Icinga Web 2
Icinga Web 2 является PHP фреймворком и предоставляет интуитивно понятный пользовательский интерфейс для подробного наблюдения за большим количеством служб. Позволяет контролировать процессы мониторинга, посылая внешние команды в Icinga в один клик.

### Icinga Data Out Database
Icinga Data Out Database (IDODB) является точкой хранения данных мониторинга для дополнений или доступа веб-интерфейса. Имеет поддержку баз данных MySQL, Oracle Database, PostgreSQL.

## Функциональность
Icinga совместима с большим количеством плагинов, разработанных для Nagios
- Графики производительности (PNP4Nagios, NagiosGrapher, InGraph)
- Интерфейс настройки (Icinga Director)
- Мониторинг бизнес-процессов (Icinga Business Process module)
- Визуализация сети (NagVis, Nagmap)
- Мониторинг Windows-систем (NSClient++, Cygwin)
- SNMP ловушки (SNMPTT, NagTrap)